# 托米爾峰 (瑞士)
46°37′24.2″N 9°13′42.4″E / 46.623389°N 9.228444°E

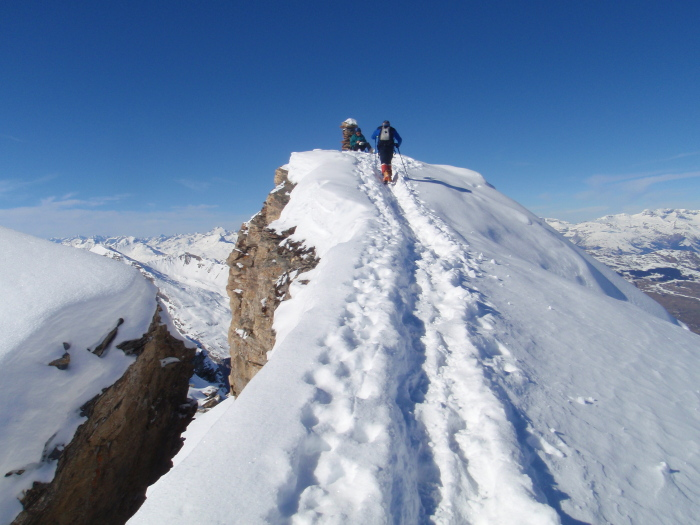

托米爾峰（Weissensteinhorn），是瑞士的山峰，位於該國東南部，由格勞賓登州負責管轄，屬於勒蓬廷阿爾卑斯山脈的一部分，海拔高度2,946米，每年平均降雨量1,929毫米。

## 外部連結
- Piz Tomül on Hikr （页面存档备份，存于）